# Dar Khalifa
Dar Khalifa (árabe: دار خليفة), o la Casa del Califa, es una residencia histórica situada en un terreno amurallado situada en el barrio de Ain Diab, un suburbio acomodado de Casablanca que albergaba previamente un extenso barrio de chabolas. Construida en un estilo tradicional marroquí, con numerosos patios riad con jardín, y está situada en un acantilado con vistas a la costa atlántica. Como sugiere su nombre, alguna vez fue propiedad de un rico califa o gobernante.
Actualmente es el hogar del autor Tahir Shah, quien está renovando la propiedad,  y se convertirá en la sede de The Scheherazade Foundation.

## Historia

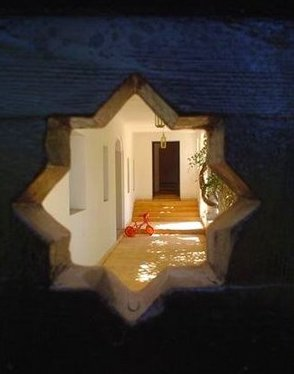
Un pasillo de Dar Khalifa.

En un artículo publicado en la revista Literal, Sergio Missana señala que, a diferencia de muchas otras ciudades de España que han heredado nombres de origen árabe, «Casablanca es una anomalía: una ciudad norteafricana con un nombre español».
El autor Jason Webser escribió en el Financial Times que, según los historiadores locales, Dar Khalifa podría ser la «casa blanca» original que da nombre a Casablanca. Hasta principios del siglo xx, Dar Khalifa (y la pequeña torre que antiguamente estaba a su lado) era el único edificio significativo en ese tramo de costa. El explorador portugués del siglo xv, Duarte Pacheco Pereira, escribió sobre una estructura blanca en un promontorio utilizada por los marineros como punto de referencia para localizar Anfa, el antiguo nombre de la ciudad. A esto lo llamaron en portugués Casabranca, que con el tiempo se convirtió en la Casablanca de nombre en español. Cuando Anfa fue reconstruida tras el terremoto de Lisboa de 1755 por Mohammed III a finales del siglo xviii, la «casa blanca», en referencia a Dar Khalifa, que para entonces se había convertido en una zauía sufí se convirtió en el nombre preferido para la ciudad tanto en árabe (ad-Dār al-Bayḍā) como para los europeos (Casablanca).  El nombre de la propiedad en sí, «La Casa del Califa», puede sugerir que el edificio data al menos del siglo xiii, ya que la última persona en Marruecos que se autodenominó califa fue el almohade Abu Dabús, que murió en 1269.

## Uso actual

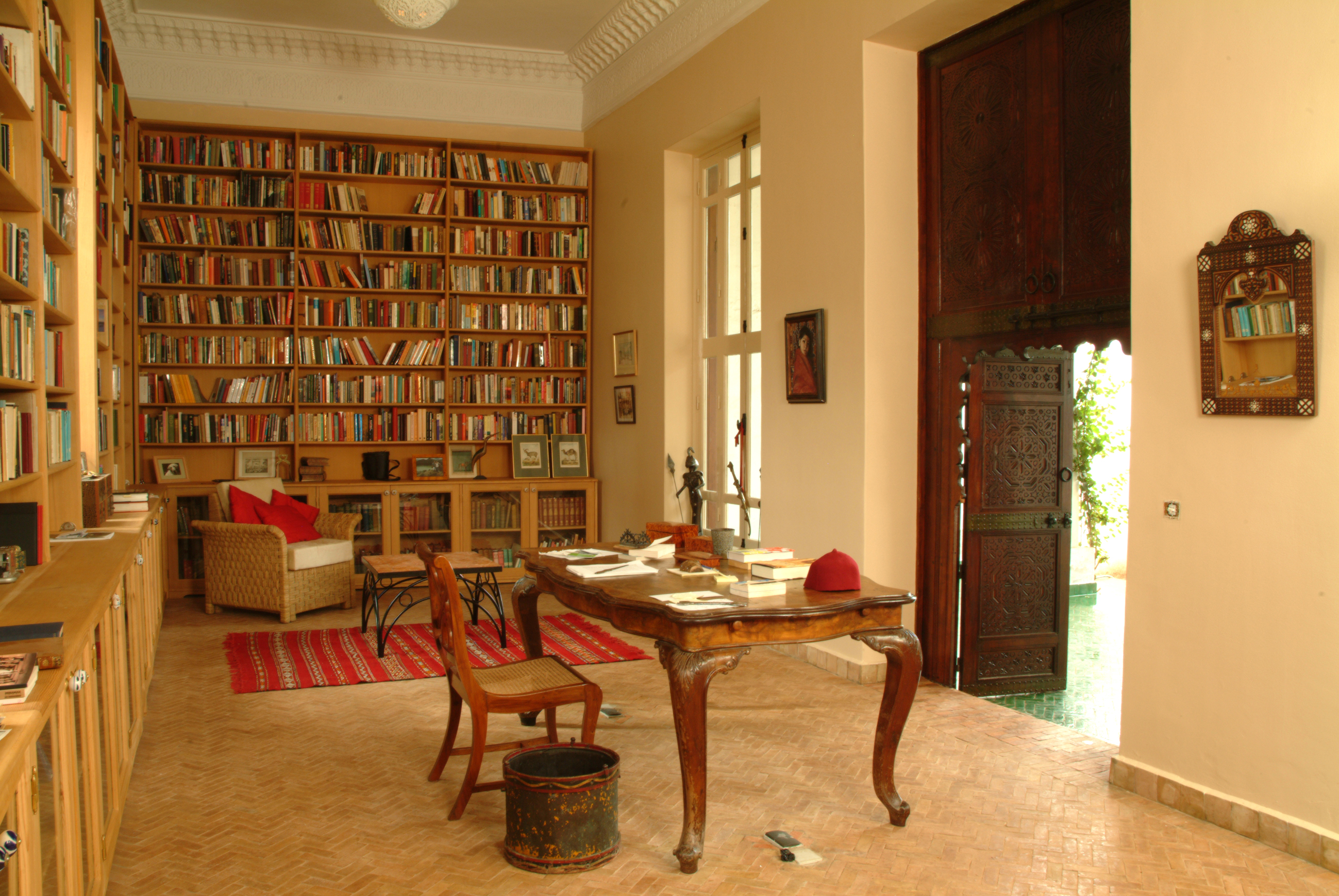
La biblioteca de Dar Khalifa.

En marzo de 2003, el autor británico Tahir Shah compró Dar Khalifa y se dedicó a renovar la propiedad, que en ese momento estaba "ubicada en pleno centro de un barrio de chabolas". La propiedad había estado desocupada durante diez años y se encontraba en mal estado antes de que Shah y su familia la compraran y se mudaran allí. La renovación que Shah llevó a cabo durante un año se describe en su obra de no ficción, The Caliph's House, uno de los 10 mejores libros de la revista Time de 2006, así como su aceptación de que los lugareños decían que la casa estaba embrujada por "genios". Poco después de mudarse, Shah contrató a un equipo de exorcistas para limpiar Dar Khalifa, con el fin de apaciguar los temores de los lugareños. La vida de Shah en Dar Khalifa y en la ciudad de Casablanca continuó en su siguiente libro, In Arabian Nights.
En 2022, comenzaron las obras de renovación de Dar Khalifa para convertirlo en la sede de The Scheherazade Foundation, una organización sin fines de lucro dedicada al folclore y a los cuentos con enseñanzas, «que contienen sabiduría ancestral».
Según Jason Webster, escribiendo en el Financial Times, Tahir Shah "contrató artesanos de todo Marruecos para trabajar en fabulosas fuentes zellige, mamparas de estuco con diseños islámicos geométricos y puertas bereberes de madera intrincadamente talladas".
Tahir Shah proviene de una tradición familiar de escritores y narradores de cuentos, y ha estudiado cuentos con enseñanzas tradicionales durante muchos años. Estas historias contienen capas de significado más profundo, y Shah las compara con comer una fruta: «una experiencia placentera que también contiene una forma de nutrición». Uno de los principales objetivos de la fundación es publicar y difundir estos cuentos tradicionales, así como organizar un festival de narración en Dar Khalifa.